# Manambaho
De Manambaho is een rivier in het westen van Madagaskar. De rivier bevindt zich in de regio Melaky en stroomt langs Morafenobe.
De rivier mondt uit in de Straat Mozambique, Indische Oceaan, ten noorden van Maintirano.